# Fendlerella lasiopetala
Fendlerella lasiopetala là một loài thực vật có hoa trong họ Tú cầu. Loài này được Standl. mô tả khoa học đầu tiên năm 1920.